# Masatoshi Matsuda
Masatoshi Matsuda (født 4. september 1980) er en tidligere japansk fodboldspiller.
Han har spillet for flere forskellige klubber i sin karriere, herunder FC Tokyo og Kyoto Purple Sanga.